# Gazania rigens
Gazania rigens es una especie de planta herbácea perteneciente a la familia Asteraceae. Es originaria de Sudáfrica y Mozambique. Se ha naturalizado en otras partes del mundo y se cultiva como planta ornamental.

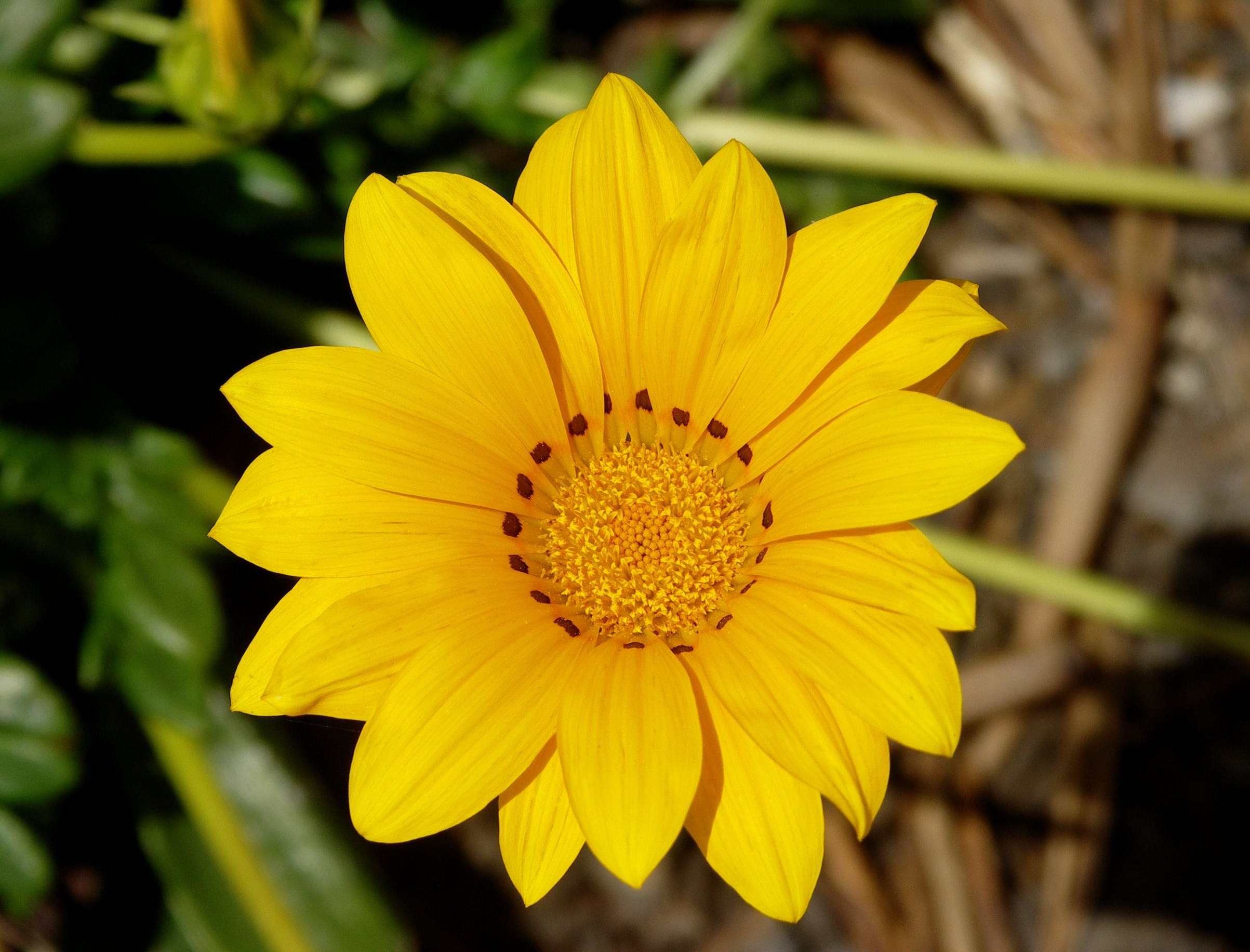
Flor

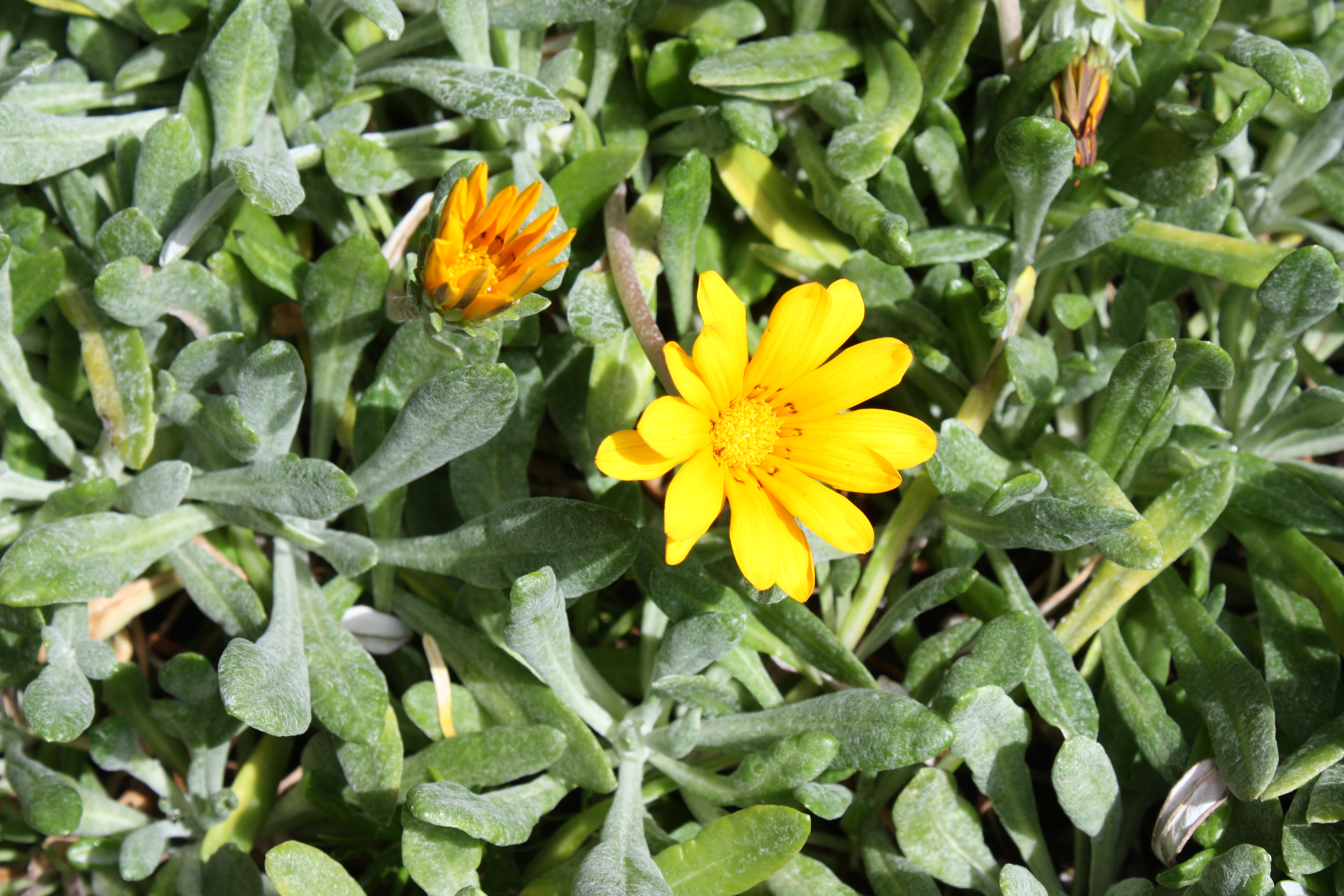
Vista de la planta

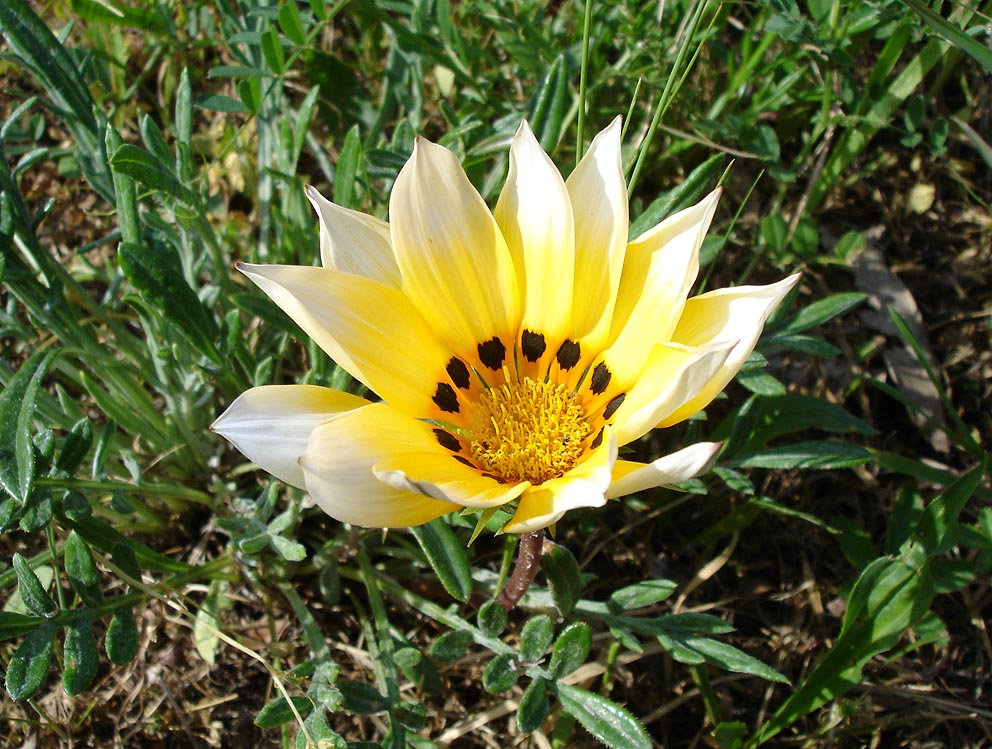
Flor

## Descripción
Gazania rigens se cultiva por el color brillante de sus flores que aparecen a finales de la primavera y principios del verano. Las plantas prefieren un lugar soleado y son tolerantes de la sequedad y los suelos pobres.

## Taxonomía
Gazania rigens fue descrita por (L.) Gaertn. y publicado en De Fructibus et Seminibus Plantarum. . . . 2: 451. 1791.
Etimología
Gazania: nombre genérico que fue otorgado en honor de Teodoro Gaza (1398-1478), erudito italiano de origen griego y traductor de las obras de Teofrasto del griego al latín.
rigens: epíteto latíno que significa "algo rígida".
Variedades
Tiene tres variedades:
- G. rigens (L.) Gaertn. var. leucolaena (DC.) Roessler. En el cultivo esta variedad se conoce como Trailing Gazania.
- G. rigens (L.) Gaertn. var. rigens En el cultivo esta variedad se conoce como Clumping Gazania.[8]
- G. rigens (L.) Gaertn. var. uniflora (L.f.) Roessler Es la única variedad que es aceptada por The Plant List.

Sinonimia
- Gorteria rigens L. basónimo
- Melanchrysum rigens (L.) Cass.
- Gazania × splendens Hort.
- Gorteria spectabilis Salisb.
- Meridiana splendens Kuntze
- Meridiana tesselata Hill[9]
- Gazania leucolaena DC.
- Gazania pavonia R.Br.
- Gazania pavonia var. pavonia
- Gazania rigens var. rigens
- Gazania splendens Hend. & A.A.Hend.
- Gazania splendens Lem.
- Gazania uniflora (L.f.) Sims
- Gazania uniflora var. leucolaena (DC.) Harv.
- Gazania uniflora var. uniflora
- Gorteria heterophylla Willd.
- Gorteria pavonia Andrews
- Gorteria uniflora L.f.
- Othonna rigens L.[10]

## Galería

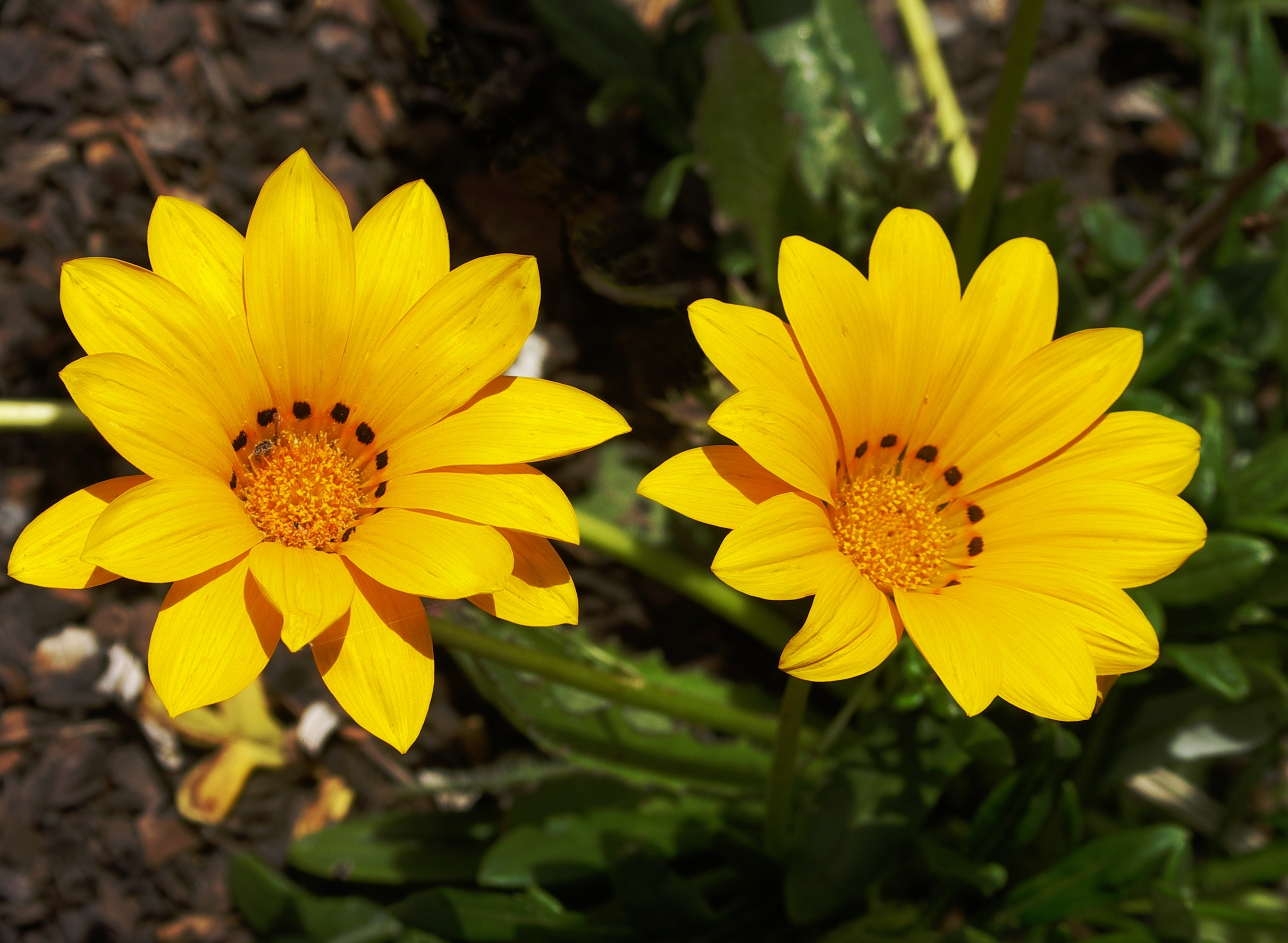
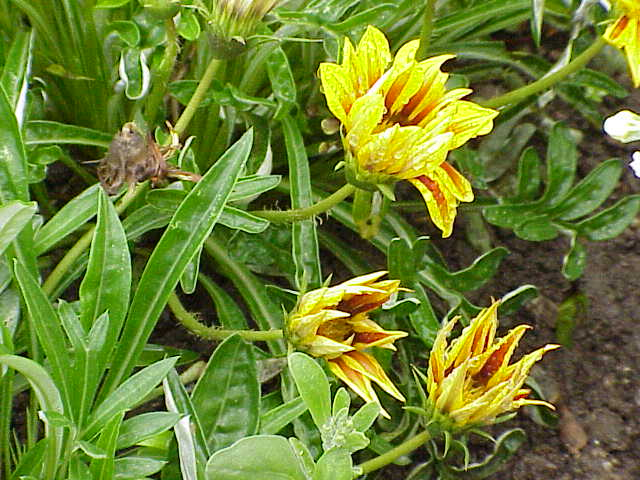
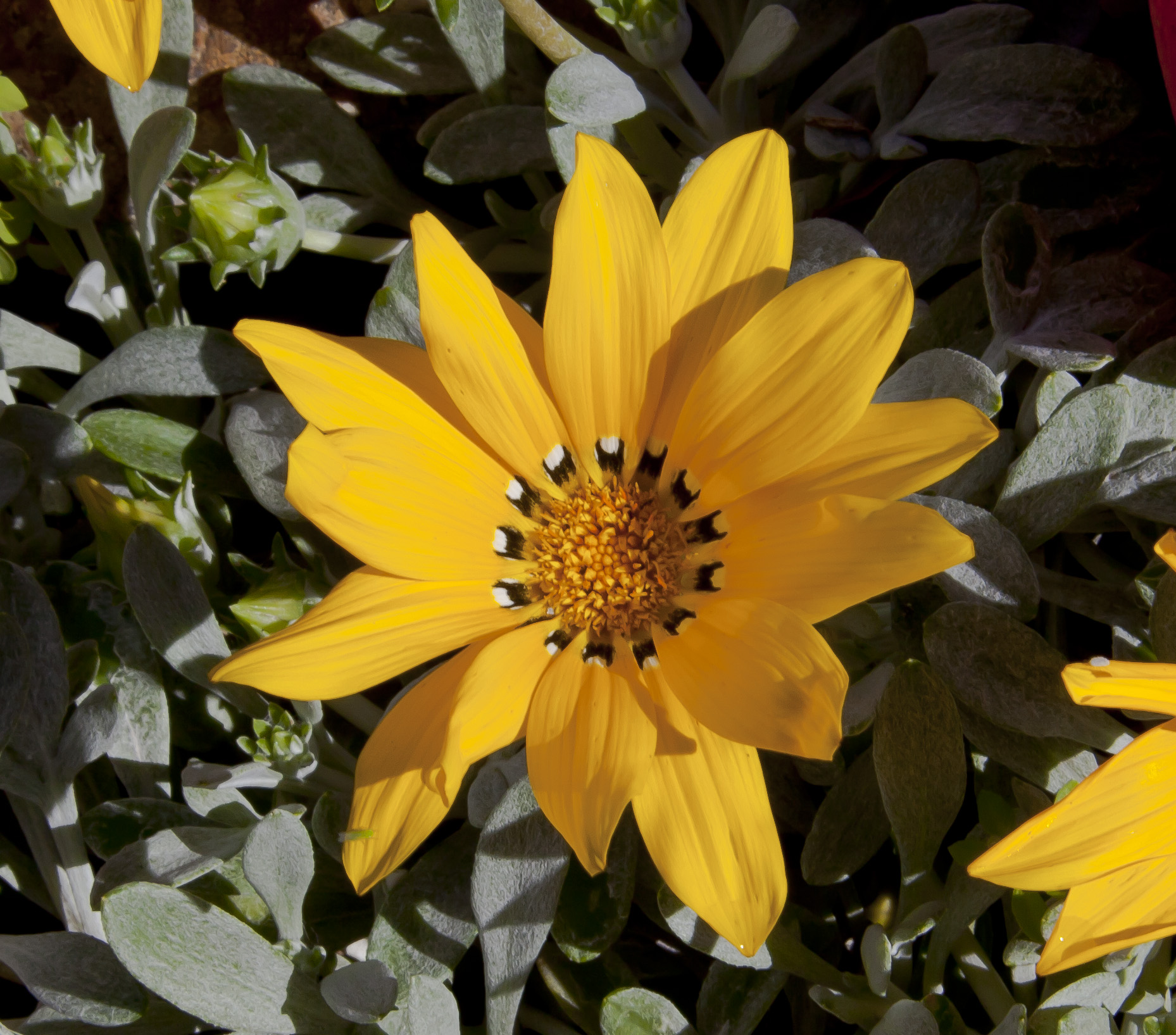
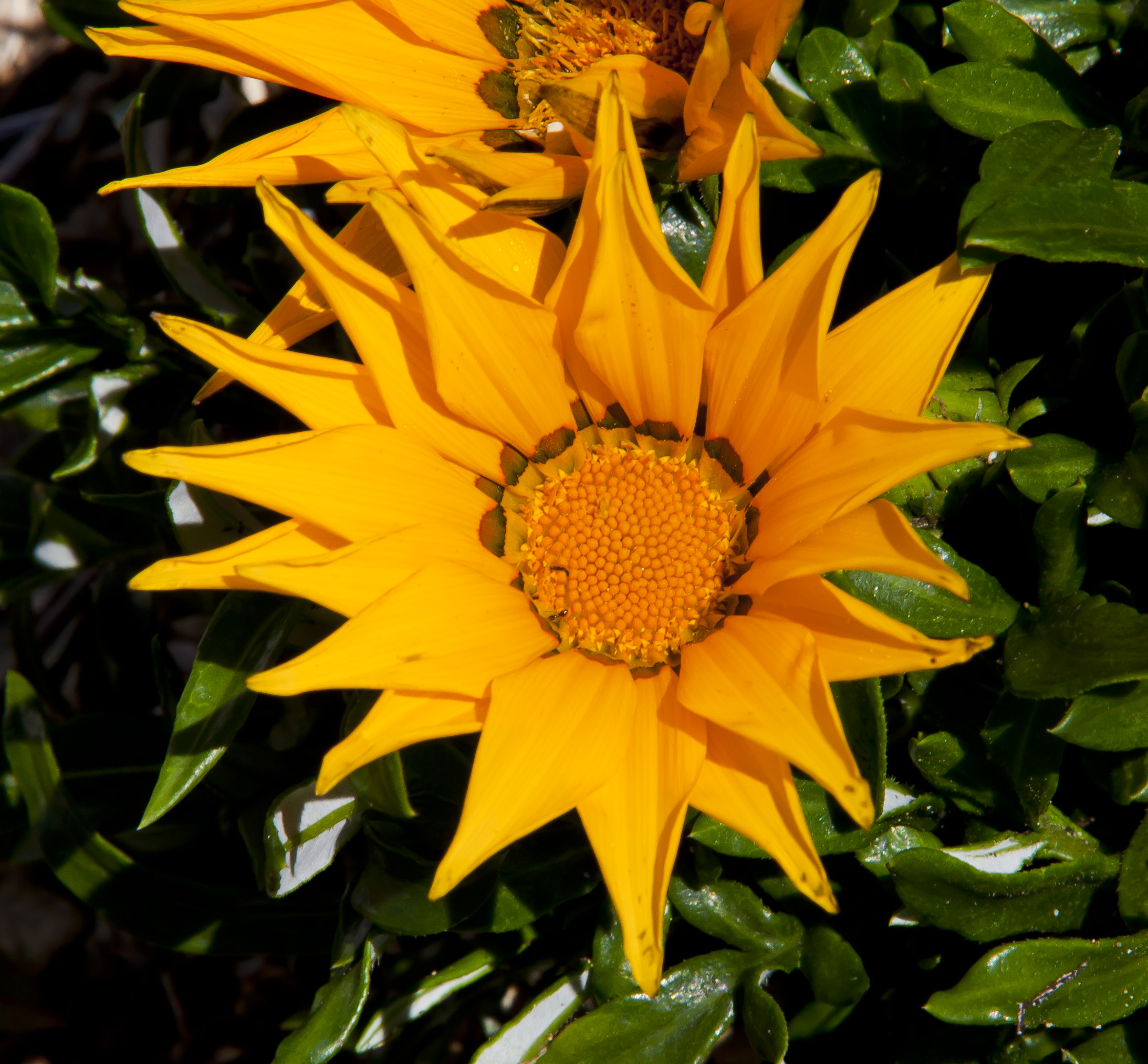
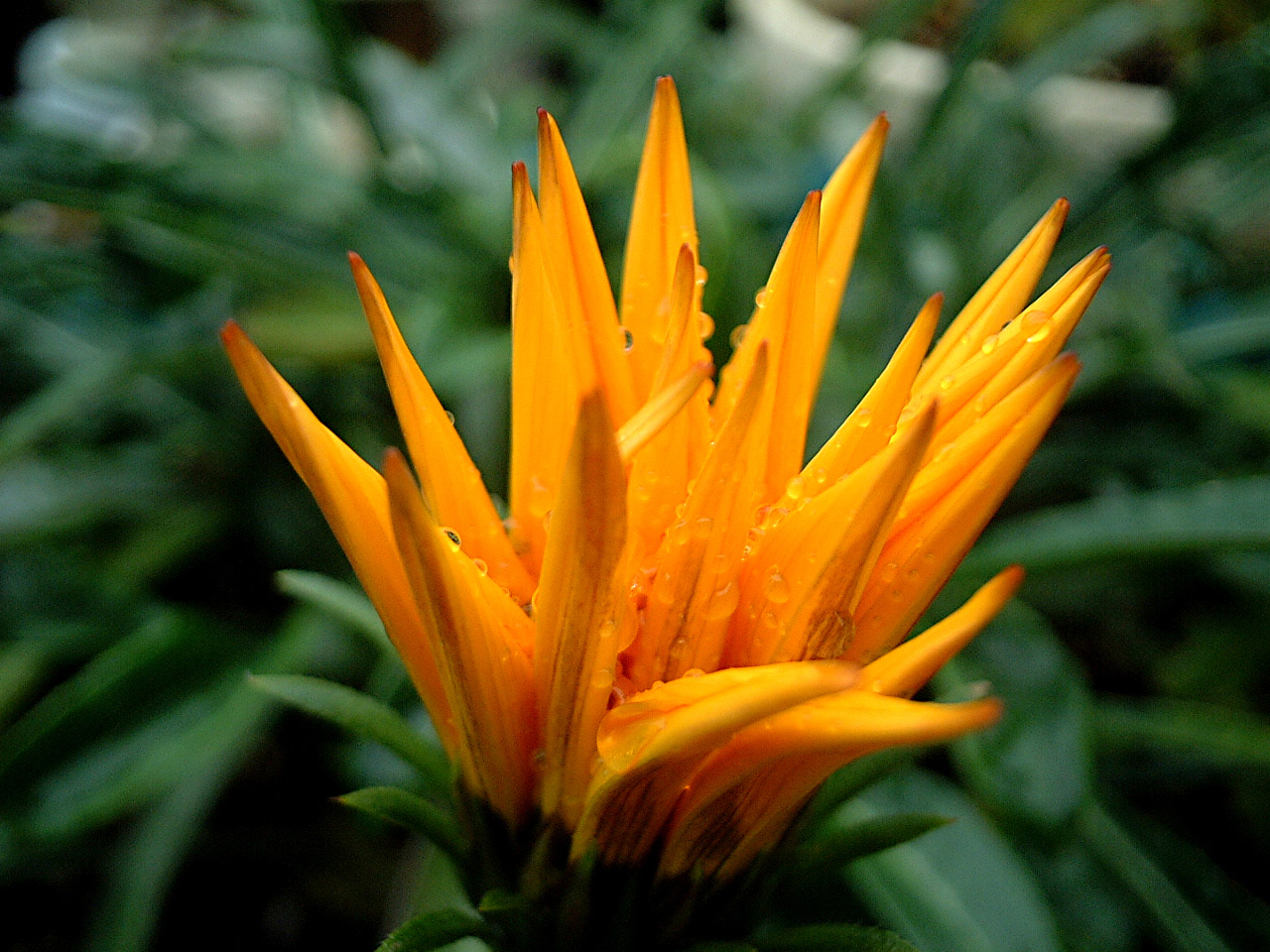